# Core in Fronte
Core in Fronte (« Le Cœur en avant ») est un mouvement nationaliste corse crée le 21 janvier 2018 à Corte. Il est issu de la démarche initiée quelques mois plus tôt par le Rinnovu, l’association du Nebbiu Soffiu Novu et d’autres militants issus du nationalisme corse en vue des élections territoriales, et qui avait obtenue 6,69 % des voix,.

## Présentation
Core in Fronte est un mouvement indépendantiste, militant pour l’accession de la Corse à la pleine souveraineté à travers la mise en place d’un processus d'autodétermination. Core in Fronte se réclame des fondamentaux du nationalisme corse, tout en mettant également fortement l’accent sur les questions sociales et la lutte contre les inégalités,. Le mouvement n'a cependant jamais fait partie de la coalition Pè a Corsica avec laquelle il était en désaccord sur certaines questions,.

## Chronologie des participations électorales
En 2017, lors de l'élection territoriale, Paul-Félix Benedetti présente une liste à travers la démarche Core in Fronte. La liste se positionne plus radicalement que Pè a Corsica, régionaliste, en demandant ouvertement l'indépendance. Cette liste obtint 6,69 % des voix.
Aux élections municipales de 2020, des listes Core in Fronte se présentent dans les deux grandes villes de l’île (Bastia et Ajaccio). Paul-Félix Benedetti conduit la liste à Bastia et obtient 6,29%, l’avocat Jean-Marc Lanfranchi conduit, quant à lui la liste à Ajaccio, totalisant 4,51% des voix. Une liste est également constituée à Sartène par Paul-Michel Castellani, qui obtient 12,35 % des voix.
En juin 2021, le mouvement présente une liste à l’occasion des élections territoriales. Conduite par Paul-Félix Benedetti, la liste comprend également des militants historiques comme Paul Quastana, en sixième position. Cette fois-ci la liste parvient à se qualifier pour le second tour ; elle totalise 8,39% des voix à l’issue du premier tour et 12,26% des voix à l’issue du second tour (soit plus de 16 000 voix), obtenant ainsi six sièges à l’Assemblée de Corse.

## Historique – de la création duRinnovuà la démarcheCore in Fronte
Core in Fronte est principalement issue du mouvement Rinnovu (le renouveau, en corse).
En 2017, rejoint par l'association Soffiu Novu (association locale de la région du Nebbiu) et d'autres militants issus du mouvement nationaliste, Rinnovu initie la liste Core in Fronte, en vue des élections territoriales. Engrangeant près de 8 000 voix, cette démarche se transforme, peu de temps après, en mouvement politique. Un congrès fondateur officialise sa création en janvier 2018, et acte, par la même occasion, l'autodissolution du Rinnovu pour la création de ce nouveau mouvement.
Rinnovu était un mouvement indépendantiste corse fondé en 1998. Réputé de gauche, et solidaire de l'action clandestine comme moyen de lutte.
Entre 2007 et 2008, Rinnovu dénonce constamment le précédent plan d'aménagement et de développement durable de la Corse (PADDUC) impulsé par la majorité territoriale de droite de l'époque.
En septembre 2008, le mouvement, avec les mouvements Corsica nazione indipendente, ANC-PSI et Strada diritta, prône une alliance corse au sein de Corsica libera.
En 2012, Rinnovu quitte Corsica libera.

### Les participations électorales duRinnovu
Bien qu’étant connu pour ses actions « coup de poing » sur le terrain, le Rinnovu s’est également régulièrement présenté à des élections.
En 1999, le mouvement participe aux élections territoriales de Corse sous le nom Rinnovu naziunale (4,4  % des suffrages). La liste était conduite par Xavier Luciani, actuel conseiller territorial Femu a Corsica.
En 2001, il se représente aux élections municipales de Bastia sous le nom Rinnovu per Bastia (4,1  % des suffrages).
En 2004, le mouvement participe aux élections territoriales de Corse sous le nom Per u rinnovu (Pour le renouveau) dirigé par Paul-Félix Benedetti, mais ne parvient pas à atteindre le second tour (1 909 voix soit 2,19  % des suffrages),. 
Il a appelé à voter « Non » au référendum constitutionnel européen de 2005.
En 2010, le mouvement Corsica Libera, dont le Rinnovu fait partie, se présente aux élections territoriales de Corse sous le nom Corsica Libera, dirigé par Jean-Guy Talamoni et Paul-Félix Benedetti (9,85 % des suffrages au deuxième tour). Paul-Félix Benedetti est élu et représente le mouvement à l'Assemblée.
En 2015, lors des élections territoriales, Rinnovu présente une liste conduite par Paul-Félix Benedetti. Elle obtient 3 451 voix, soit 2,58 % des suffrages exprimés, ce qui ne lui permet pas d'accéder au second tour.